# 興福寺 (奈良市)
興福寺（日语：／ Kōfuku-ji */?）為一座位于日本奈良縣奈良市登大路町的佛寺，南都六宗之一法相宗的大本山，南都七大寺之一。寺院主殿为中金堂，本尊释迦如來。興福寺是藤原氏的氏寺，自古以來便有強大的影響力，以「古都奈良的文化財」的一部分而登錄世界遺產之列。
其南圆堂主奉不空羂索觀世音菩薩，为西国三十三所之第9札所。

## 历史
興福寺最早可追溯至天智天皇八年（西元669年）在山背國山階陶原（現京都府京都市山科區）創建的山階寺，當時是藤原鎌足的夫人鏡王女為了祈求丈夫疾病痊癒而建，供奉藤原鎌足發願塑造的釋迦三尊像。壬申之亂後、天武天皇元年（西元672年），山階寺遷至飛鳥，以當地地名高市郡廄坂易名為厩坂寺。
和銅三年（西元710年）元明天皇遷都平城京時，藤原不比等將厩坂寺遷至平城京左京的現址，並將寺名改為“興福寺”，因此710年可說是興福寺的實際創建年份。據信中金堂的建造即是在遷都平城京後不久開始的。
興福寺最有名的建築為最早建於天平二年（西元730年）的五重塔，塔高50.8公尺。該塔曾經幾度遭受戰火的摧殘，現在的塔是應永卅三年（西元1426年）重新建造的。

## 圖集

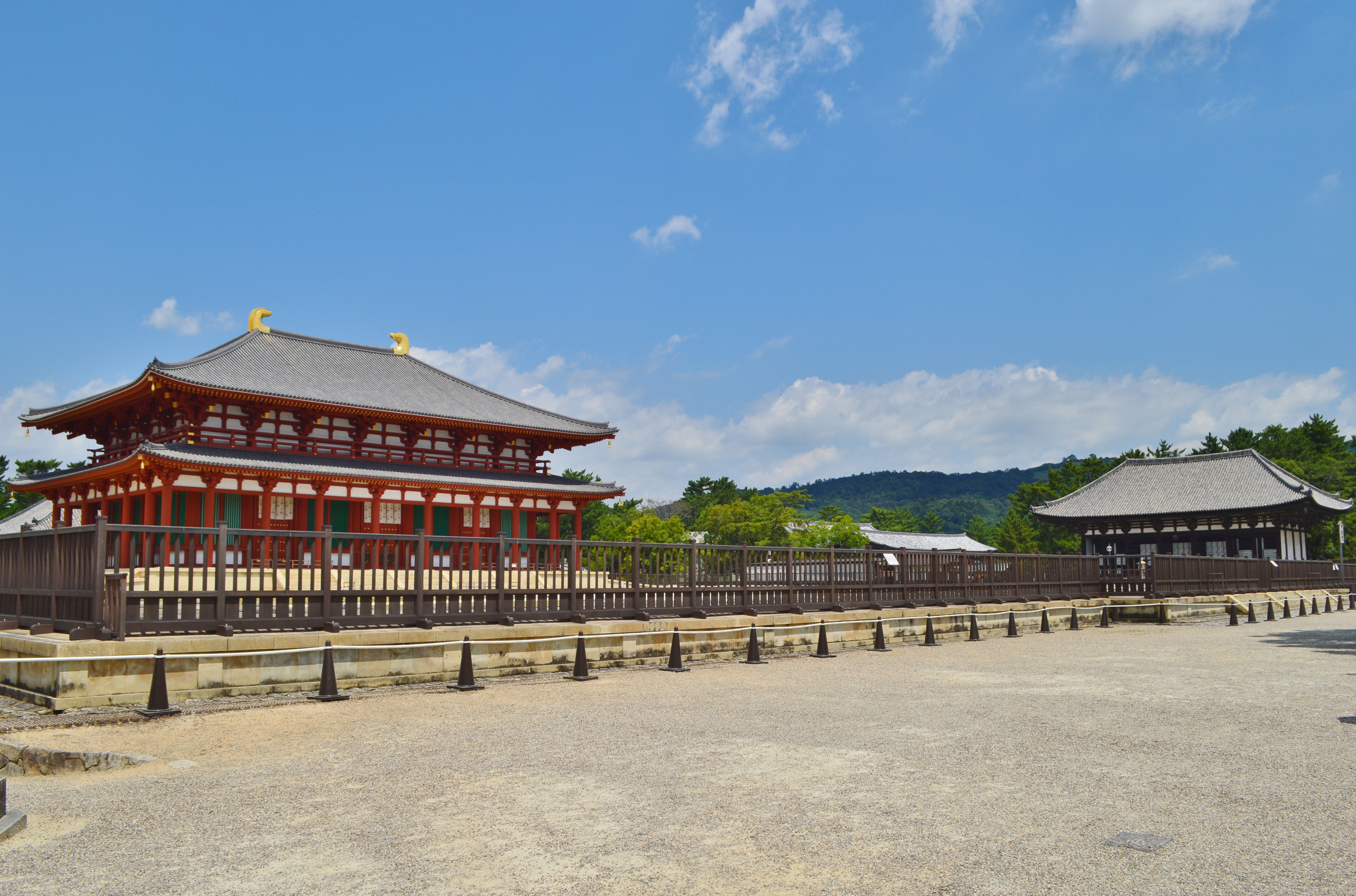
中金堂和東金堂
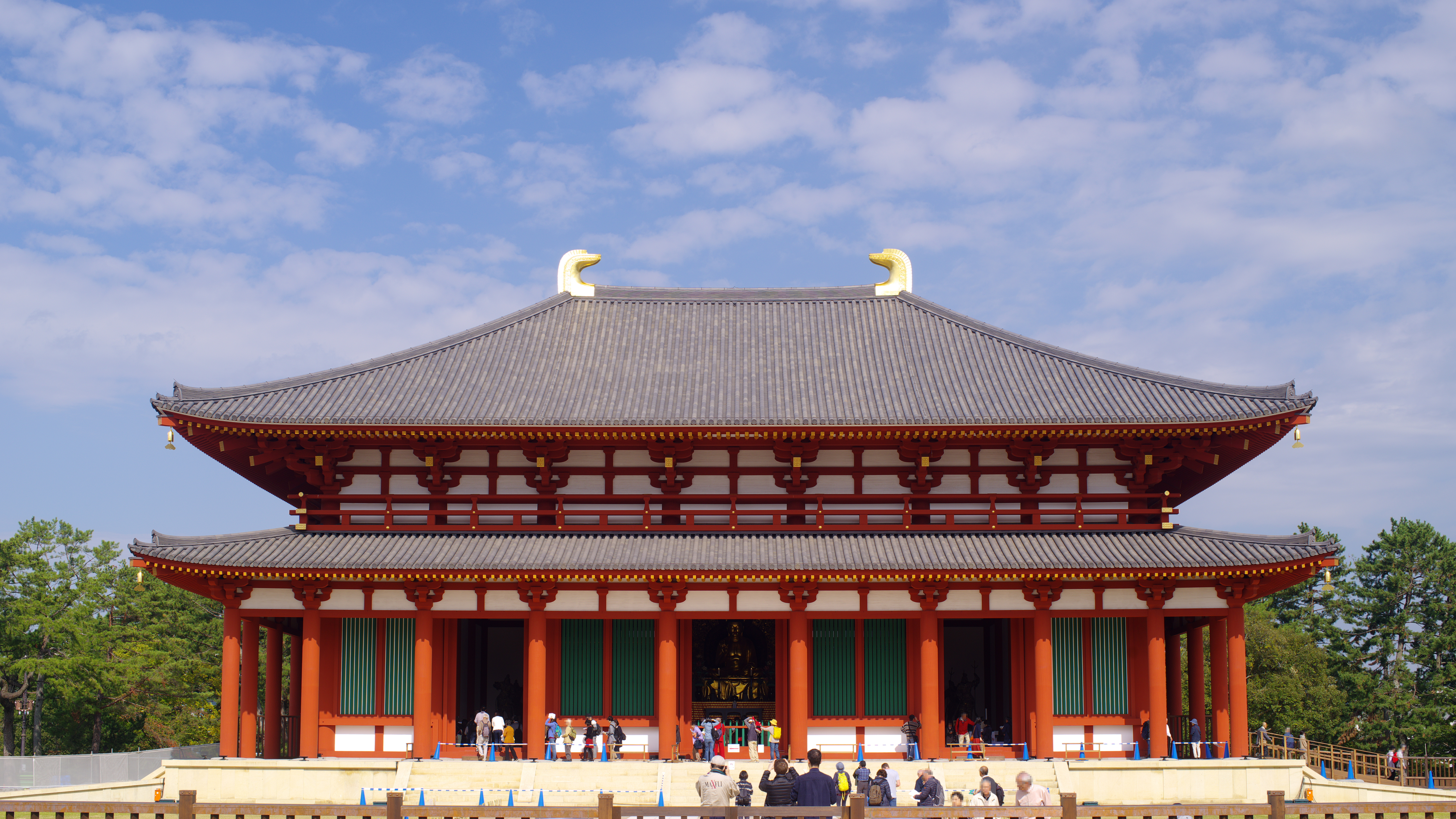
中金堂
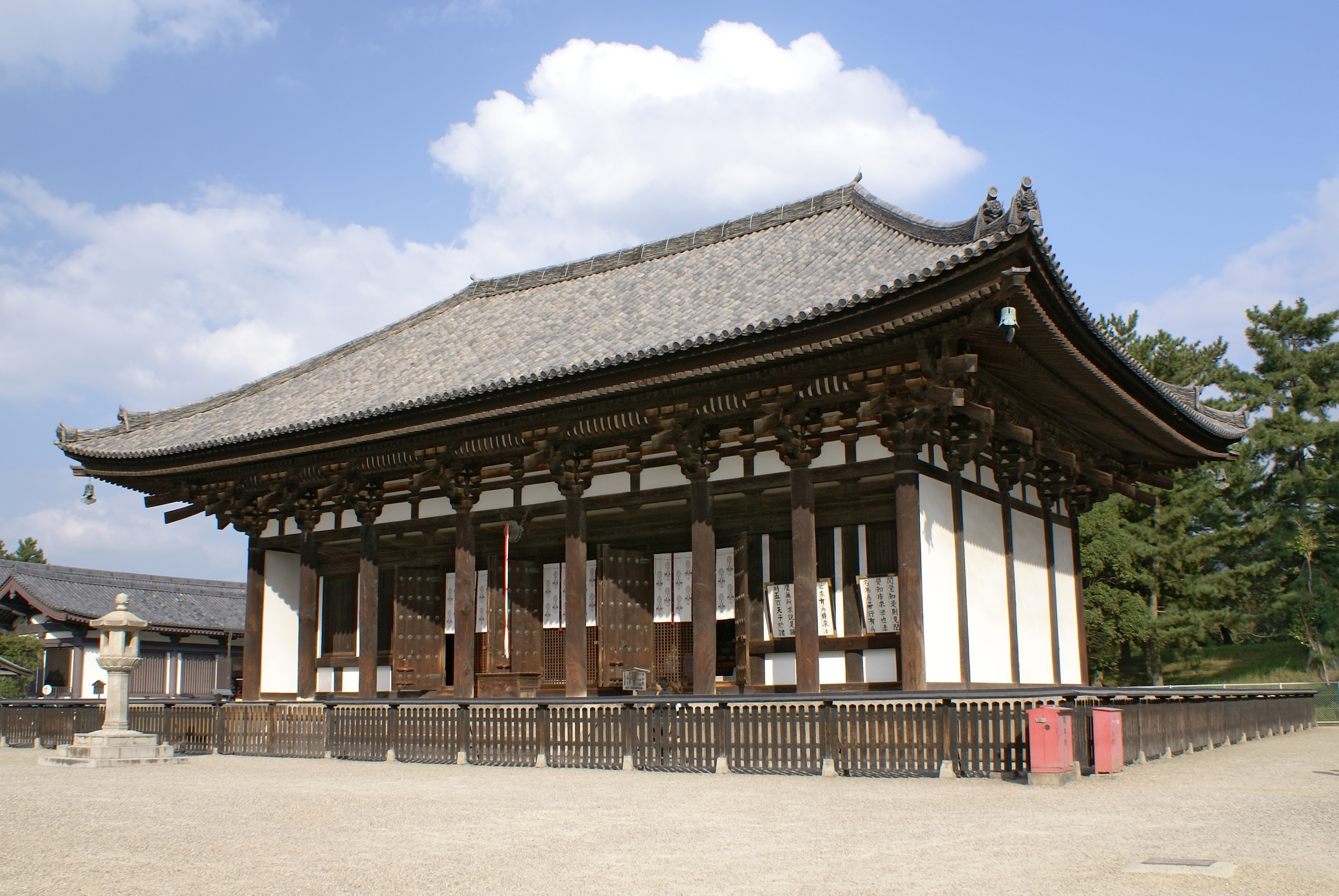
東金堂
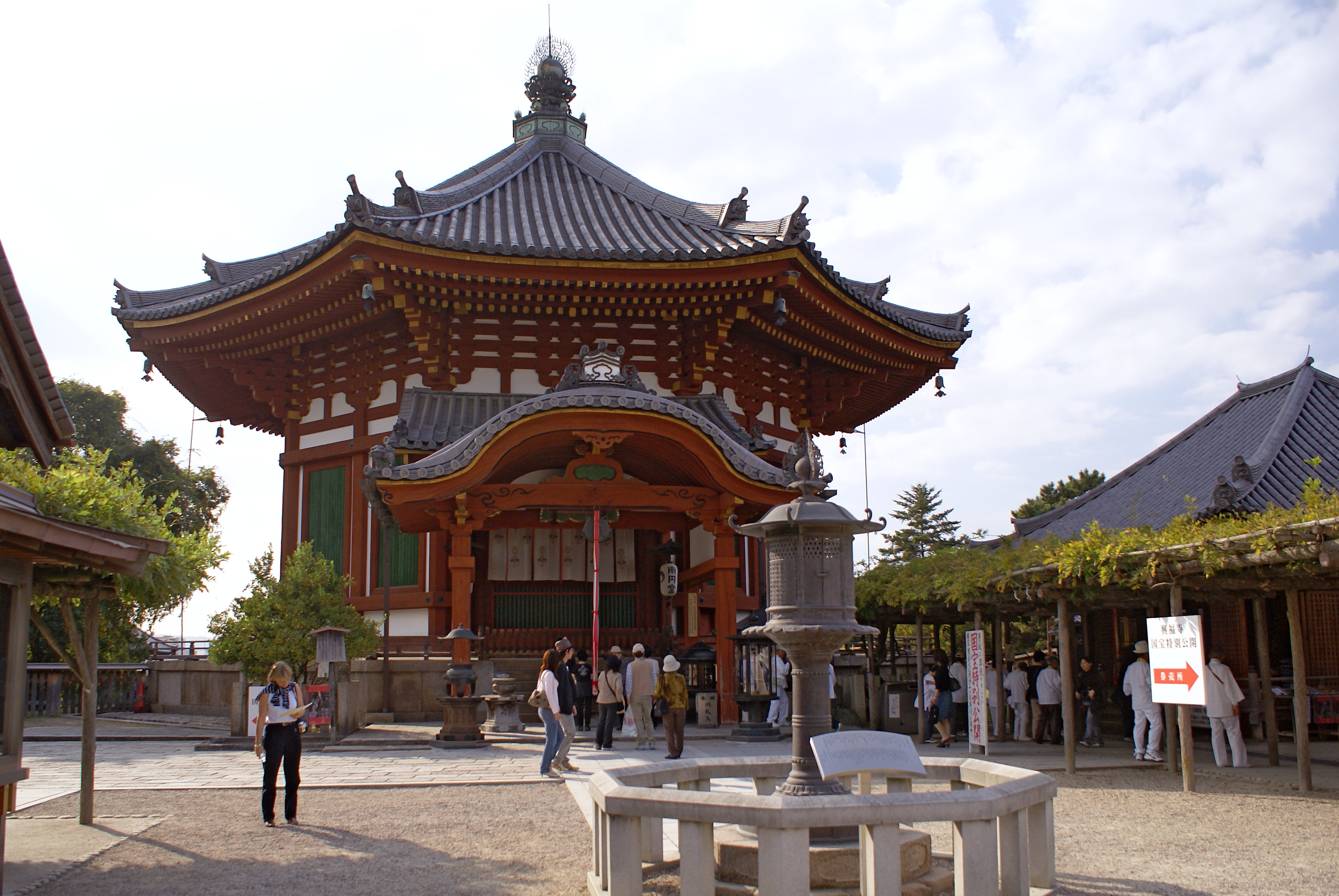
南圓堂
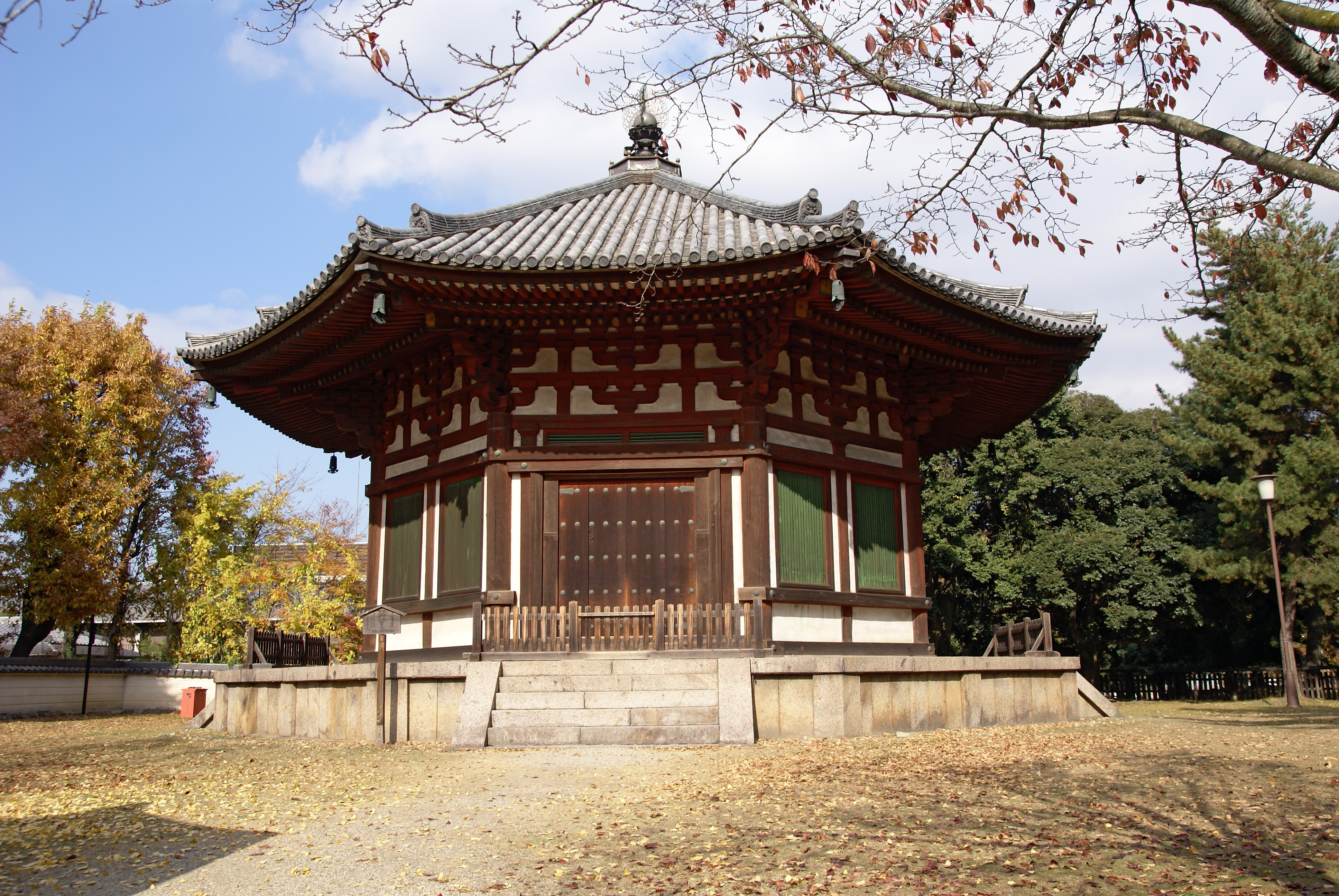
北圓堂
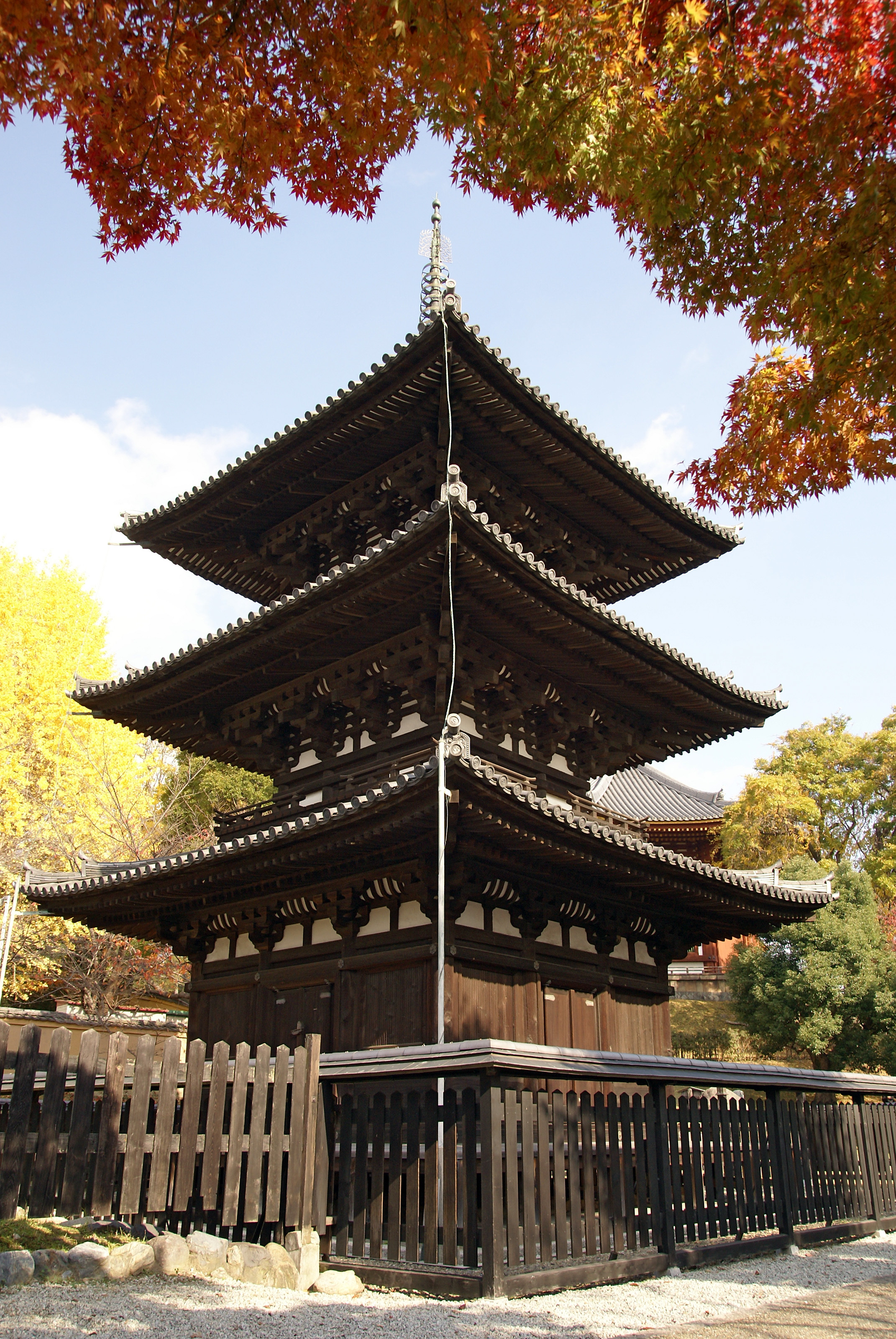
三重塔
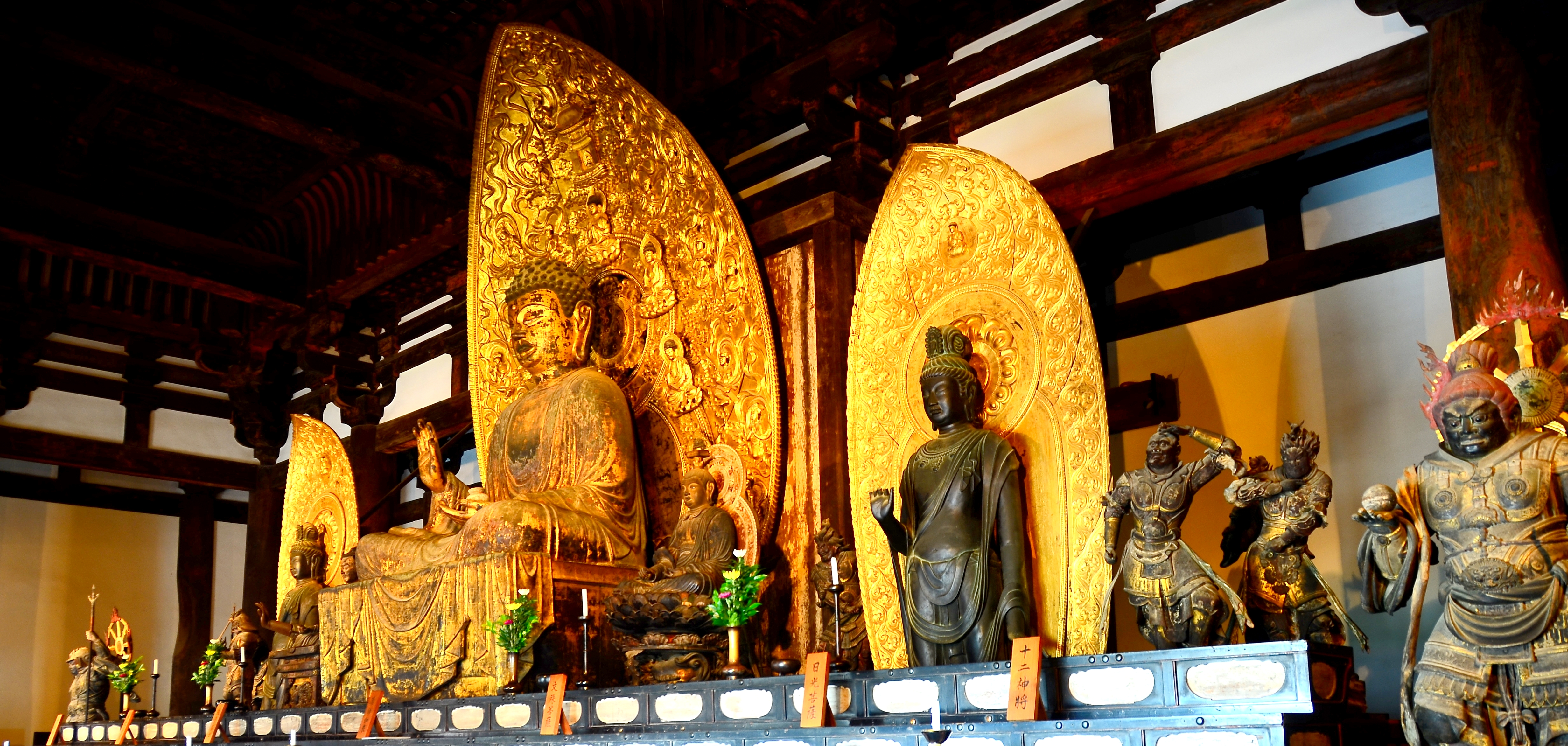
東金堂裡的東方三聖，脇侍菩薩為白鳳時代所造，藥師佛則為室町時代。
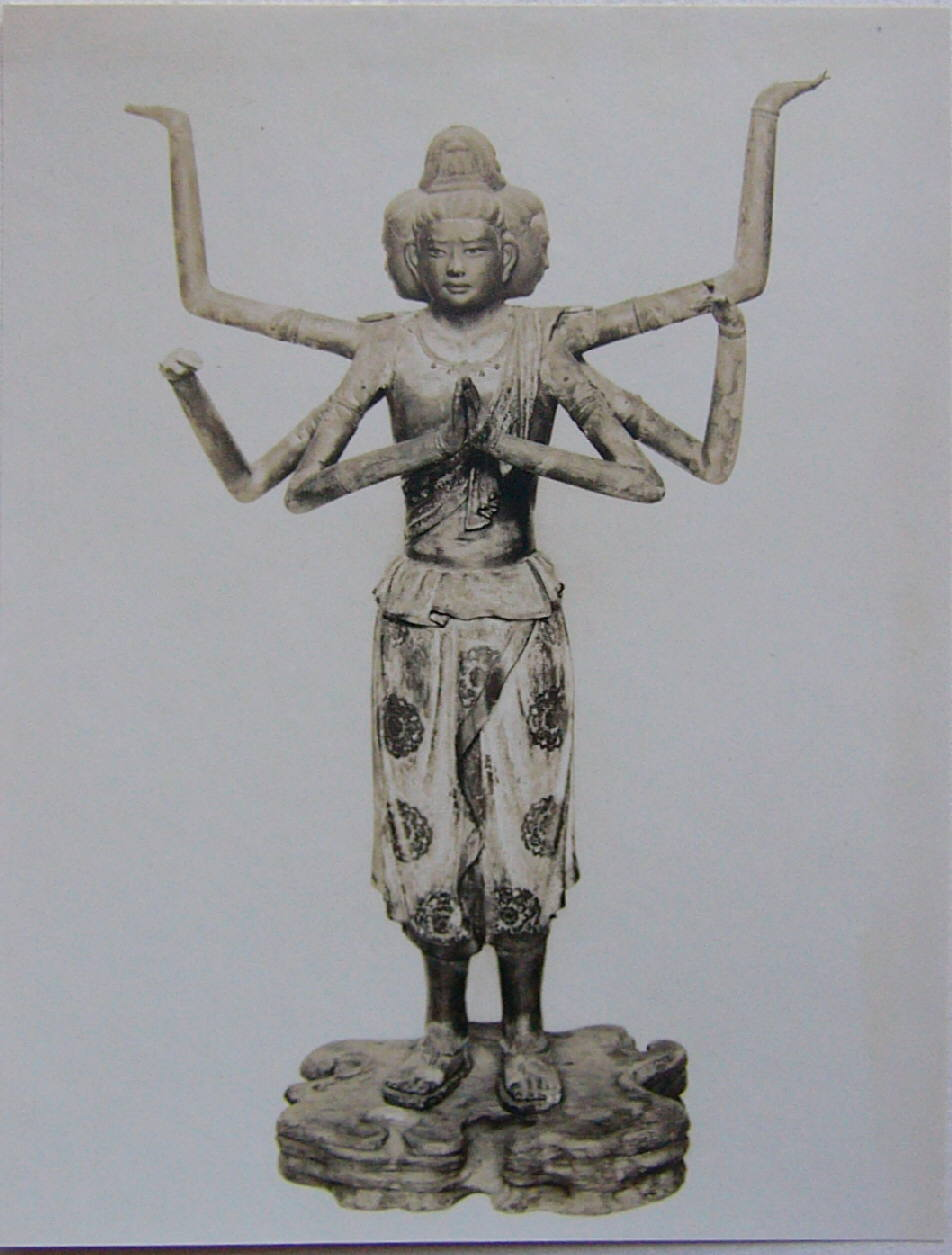
奈良時代的阿修羅
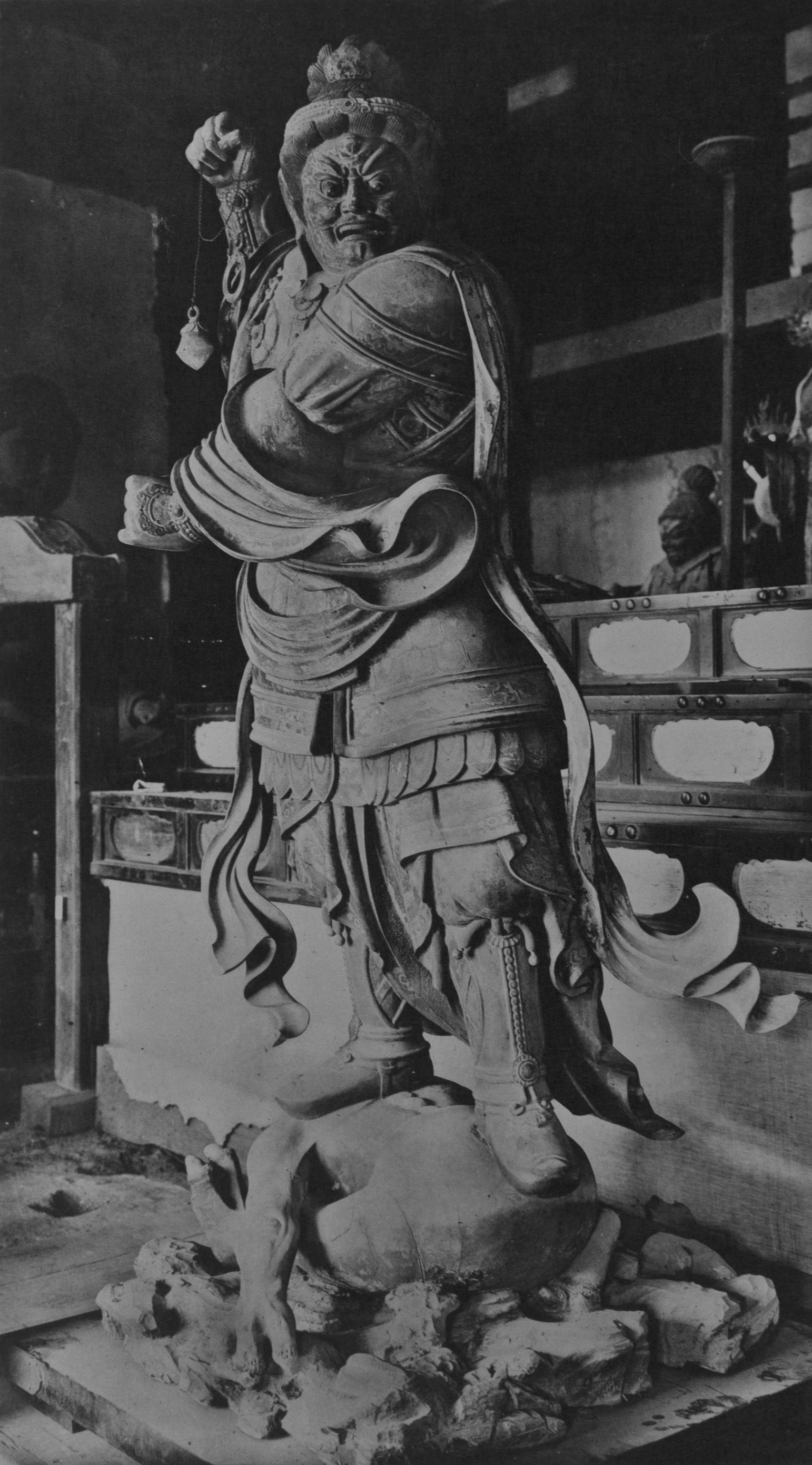
平安時代的廣目天

## 外部連結
- 官方网站 （页面存档备份，存于）（日語）